# کوسه (فیلم ۲۰۰۰)
کوسه (انگلیسی: Shark) فیلمی به کارگردانی زک ریدر در سبک ترسناک است که در سال ۲۰۰۰ منتشر شد.